# مارتن توماس كونبوي جونيور
مارتن توماس كونبوي جونيور (بالإنجليزية: Martin Thomas Conboy, Jr.)‏ هو محامي أمريكي، ولد في 28 أغسطس 1878 في مانهاتن في الولايات المتحدة، وتوفي في 5 مارس 1944 في مستشفى نيويورك في الولايات المتحدة.